# Mieczysław Rychlicki
Mieczysław Rychlicki ps. Pantera (ur. 1 listopada 1925 w Krukienicach, pow. Mościska, zm. 1 listopada 2012 w Szczecinie) – żołnierz Okręgu Lwowskiego Armii Krajowej, po II wojnie światowej – pionier Szczecina, wieloletni przewodniczący Komisji Rewizyjnej Okręgu Światowego Związku Żołnierzy Armii Krajowej w Szczecinie.

## Życiorys
Był synem Jana i Wiktorii z.d. Sereda. Do konspiracji wstąpił w lutym 1942 roku. Zaprzysiężony został we Lwowie przez swojego dowódcę plutonu, Mieczysława Nowickiego ps. „Zbój”. Pełnił służbę w 6 kompanii „Lecha”, dowodzonej przez por. Zenona Kubskiego.
Jerzy Węgierski w „Armia Krajowa na zachód od Lwowa” tak opisuje jeden z epizodów działania Pantery:

[…] Opis sztandaru oddziału leśnego AK „Lech”: […] społeczeństwo rejonu Mościsk ufundowało oddziałowi sztandar bojowy [ ... ]. Sztandar […] został dostarczony do Sióstr Służebniczek N. M. P. w Pnikucie, a stamtąd w miesiącu czerwcu 1944 r. szer. Mieczysław Rychlicki „Pantera” wraz z dwoma członkami miejscowej organizacji AK przeniósł go do O. L. „Lech” obozującego w tym czasie w lasach pnikuckich

W czasie Akcji Burza Pantera, będąc w 2 batalionie „Sulimy” 26 pułku piechoty AK, maszerował w kierunku Warszawy na pomoc powstańcom. Marsz odbywał się w terenie zajętym już przez jednostki Armii Czerwonej. Zagrożone rozbrojeniem oddziały Armii Krajowej okręgu lwowskiego zostały rozwiązane.

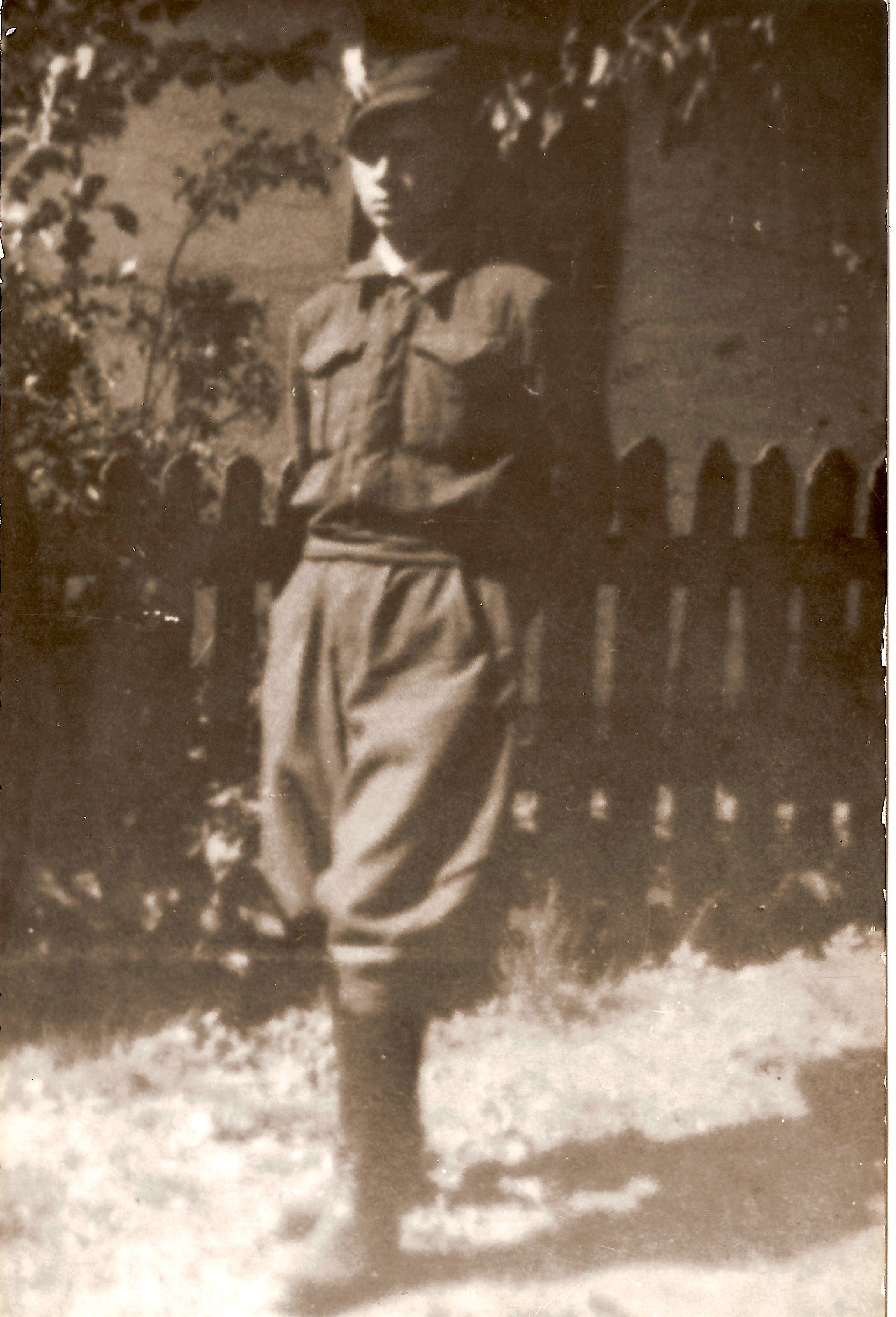
Pantera w 1944

Działanie oddziału Mieczysław Rychlicki opisał w „Szczecińskich Zeszytach Kresowych” – Historia powstania i działanie OL „Lech”.
Pod koniec lipca 1945 roku, używając przybranego nazwiska Andrzej Wajda, przyjechał do Szczecina. Jego spektakularną akcją była obrona elektrowni przed demontażem. Desperackie działanie – połączone z otwarciem ognia do sowieckich żołnierzy – spowodowało, że odstąpili oni od demontażu maszyn i urządzeń energetycznych. Pod koniec lat 40, nadal ukrywając się pod nazwiskiem Wajda, odbywał zasadniczą służbę wojskową w Pile. Do 1956 roku był poszukiwany przez NKWD. Na fali odwilży październikowej ujawnił się w prokuraturze szczecińskiej i skorzystał z amnestii, powracając do właściwego nazwiska.

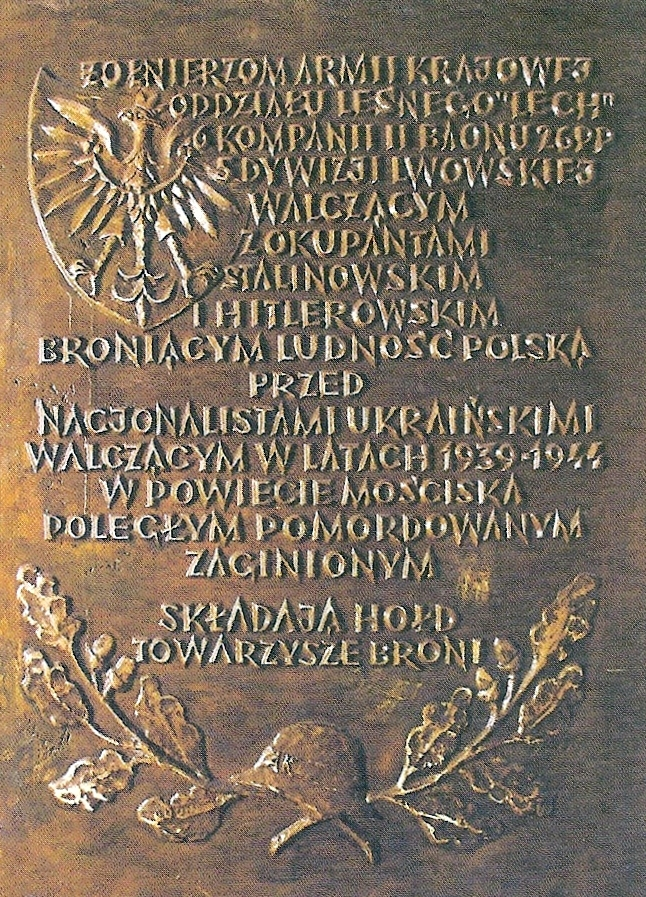
Tablica pamiątkowa

W okresie stanu wojennego był jednym z inicjatorów wykonania i fundatorem tablicy upamiętniającej Armię Krajową – Okręg Lwów. Tablicę wykonano potajemnie na Politechnice Szczecińskiej, z brązu zebranego w Stoczni Szczecińskiej.
Mieczysław Rychlicki dostarczył tablicę do skarbca Jasnej Góry. Jej kopie znajdują się w bazylice archikatedralnej św. Jakuba w Szczecinie, archikatedrze lwowskiej i Panteonie Armii Krajowej w Krakowie.
Wśród uczniów szkół średnich Szczecina i wśród młodych żołnierzy szczecińskiego garnizonu prowadził „żywe lekcje historii”. Pochowany został na Cmentarzu Centralnym w Szczecinie kwatera 4E.

## Odznaczenia
- Krzyż Walecznych
- Krzyż Armii Krajowej
- Krzyż Partyzancki